# 가나야마 신사

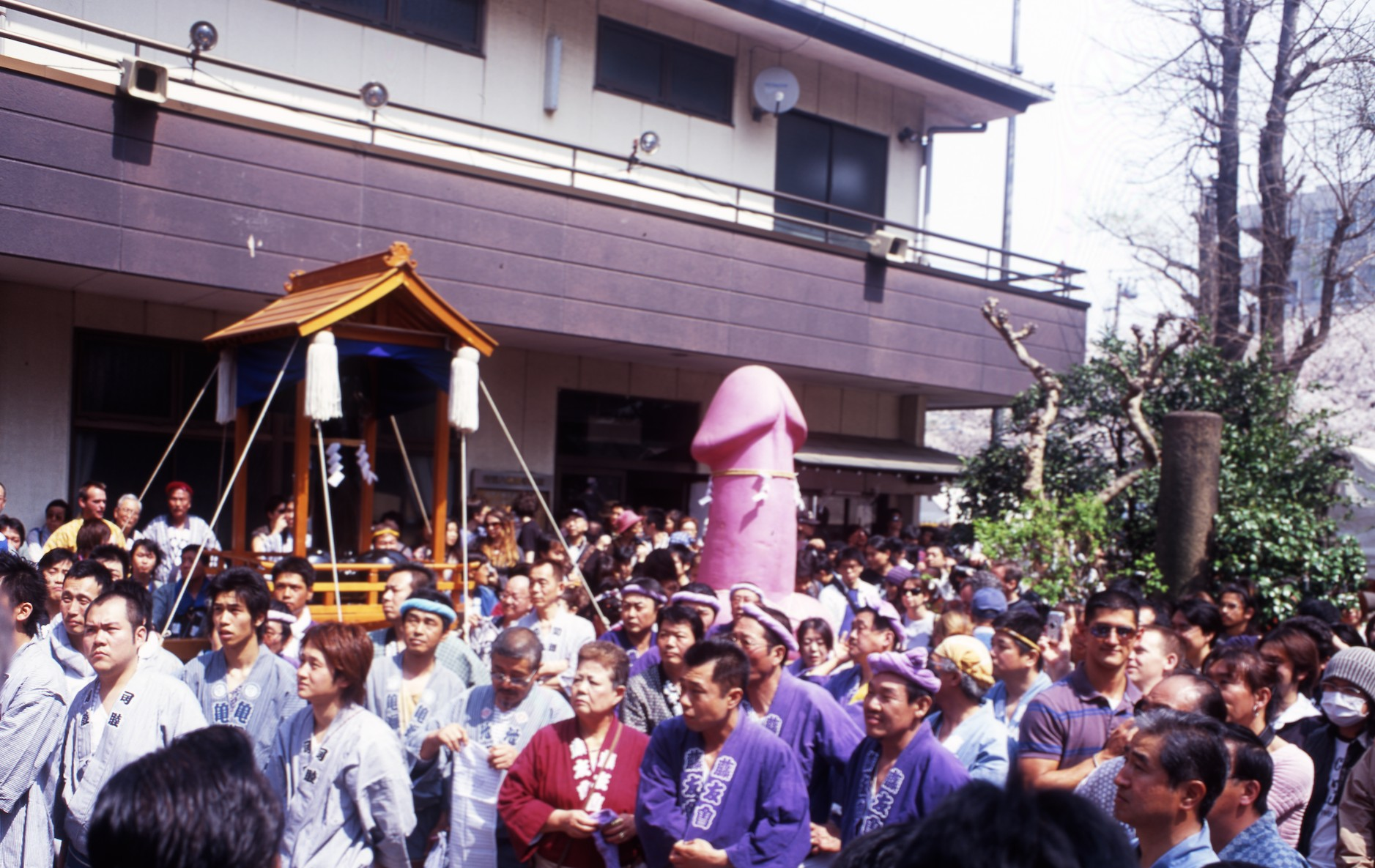
가나마라 축제

가나야마 신사(일본어: 金山神社 카나야마 진쟈[*])는 가나가와현, 가와사키시 가와사키구의 신사로 '가나마라 님'이라는 속칭(俗称)이 있다. 이 신사에는 매년 4월 1일 가나마라 축제(かなまら祭 가나마라마츠리[*])열리는 데 이 축제는 거대한 분홍색 남근 모형 위에 여자들이 올라타서 사진을 찍으며, 남근 모양의 장식품, 술병, 양초 등 모든 기념품이 남근으로 되어있다.
이 축제는 1969년 시작되었다.